# Татаупа амазонійський
Татаупа амазонійський (Crypturellus variegatus) — вид птахів родини тинамових (Tinamidae).

## Поширення
Вид поширений у південній та східній частині Колумбії, на півдні Венесуели, у Французькій Гвіані, Суринамі, Гаяні, амазонській частині Бразилії, на сході Перу, у східному Еквадорі та на півночі Болівії. Живе у вологих низинних лісах з густим підліском.

## Опис
Середнього розміру тинаму, довжина тіла від 28 до 32 см. Самиці трохи більші за самців і важать від 354 до 423 г, тоді як маса тіла самців варіюється від 310 до 365 г. Забарвлення верхньої частини тіла скаладється із суміші чорних і рудих смужок. Голова сірого кольору. Груди і горло яскравого коричневого кольору.

## Спосіб життя
Харчується переважно плодами, які збирає на землі та в низьких кущах. Він також харчується дрібними безхребетними, квітковими бруньками, молодим листям, насінням та корінням. Гніздо облаштовує на землі серед густої рослинності. Самці відповідають за інкубацію яєць, які можуть бути від кількох самиць. Також самці доглядають за пташенятами доки вони не стануть самостійними, зазвичай на 2-3 тижні.